# Richard Blair
Richard Blair (Anglaterra, maig 1944) és un enginyer agrícola, fill adoptiu d'Eileen O'Shaughnessy i Eric Arthur Blair, aquest darrere més conegut com l'escriptor i activista George Orwell. És patró de la fundació Orwell Society.
El 2016 amb un grup d'historiadors internacionals com Paul Preston, Pelai Pagès i Blanc i Colm Tóibín va organitzar una campanya perquè es creï a Barcelona un museu dedicat a la Guerra Civil que haurà d'explicar el conflicte i les conseqüències de la victòria franquista. Segons Blair, el seu pare va escriure La rebel·lió dels animals (1945) com una paròdia a la dictadura de Ióssif Stalin però hauria trobat molt divertit en veure Donald Trump, fent setanta anys més el paper del protagonista de la seva novel·la, els «fets alternatius» i la «postveritat» que són pura novaparla. El 2017, durant una visita als llocs citats a l'assaig del seu pare, Homenatge a Catalunya va explicar: «Aquests temps senzillament ens semblen orwel·lians perquè la realitat s'ha aproximat a les temences del meu pare».